# امرأة وأخرى (مسلسل)
امرأة وأخرى مسلسل درامي اجتماعي خليجي عرض قناة الراي والعرض الأول 22 أغسطس 2009. من بطولة الفنانين عبد العزيز الجاسم طيف باسم عبد الأمير سلمى سالم حمد العماني فاطمة عبد الرحيم عبد الإمام عبد الله شيماء علي مشاري البلام يعقوب عبد الله هدى إبراهيم بدر الشرقاوي محمد الأمير ملاك فارس عاشور طلال باسم تأليف طالب الدوس وإخراج منير الزعبي.

## قصة المسلسل
تدور الأحداث إثر هروب "هديل" من بيت والدتها بعد محاولة زوج أمها التحرش بها، فتجد مضايقات من نوع جديد في منزل والدها وزوجته. كما نجد الزوجين "سالم" و"هدى" يعيشان بسعادة إلى أن تتدخل الأم وتفسد عليهم زيجتهم بسبب غيرتها من "هدى". فتحاول الأم أن تقنع "سالم" بالزواج من "هديل" إلا أن الكثيرين سيتدخلون لكسب "هديل" لصالحهم. فنتعرّف على "علي" شقيق "هدى" الذي يحاول عرقلة هذا الزواج فيوقع "هديل" بحبّه. ثم يظهر "سعود" صاحب النفوذ والسلطة ويحاول أن يتزوج من "هديل" فينجح بذلك. وبسبب قسوة "سعود" تهرب "هديل" ولا تظهر مجدداً. لكن "تظهر امرأة تدعى "دلال" تشبه تماماً "هديل". فيدخل الجميع في دوامة الصراع على إثبات الذات والنسب وتكثر الإتهامات والتعديات إلى أن تظهر الحقيقة ويأخذ كل ذي حق حقه.

## وصلات خارجية
- صفحة المسلسل على السينما